# Hippolyte Roussel
Pour les articles homonymes, voir Roussel.

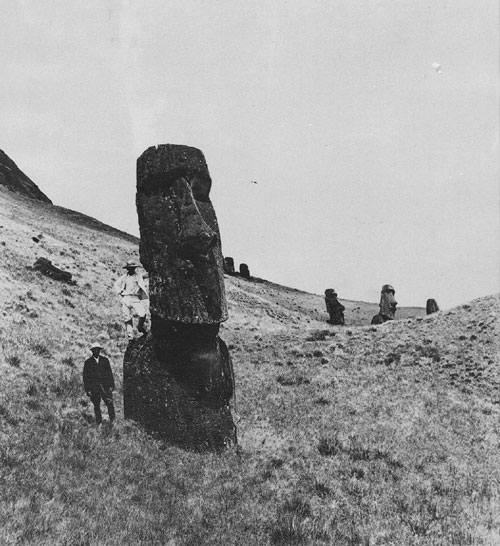
L'île de Pâques en mai 1880

Hippolyte Roussel (La Ferté-Macé, 22 mars 1824-Îles Gambier, 25 janvier 1898) est un missionnaire français.

## Biographie
Entré comme novice chez les Pères de Picpus le 24 octobre 1842, ordonné prêtre en 1849, il part à Tahiti en juillet 1854. Il exerce son apostolat aux Marquises, aux Tuamotu et aux Gambiers avant d'être envoyé en 1866 à l'île de Pâques. 
Il y débarque en compagnie du Père Eugène Eyraud et de trois Polynésiens chrétiens le 27 mars 1866. Au début les indigènes refusent d'abandonner leur religion, car un conflit oppose trois chefs de guerre. Il décrit l'île comme particulièrement inhabitée et avec une mortalité en hausse. 
En octobre 1866, Jean-Baptiste Dutrou-Bornier est capitaine de navire et débarque sur l'île le père Gaspard Zumbohn et son assistant Théodule Escolan. Ainsi, fin 1866, deux missions sont implantées sur l'île : celle de Hanga Roa dirigée par Hippolyte et celle de Vaihu dirigée par Zumbohn. Avec le temps les missionnaires finissent par s'imposer, construisent des bâtiments, hangars et chapelle et entretiennent un jardin.  
Hippolyte Roussel se trouve au coeur des tensions politiques qui règnent entre les différents chefs. Cette situation provoque un glissement des lieux de pouvoirs du clan royal Miru d'Anakena vers Hanga Roa. Afin de convaincre davantage d'insulaires, Hippolyte Roussel baptise l'ariki (roi) Kerekorio Manu Rangi. Cependant, peu de chefs semblent convaincus car le rôle du roi est fortement atténué. 
Lorsque Eyraud meurt en août 1868, l'ensemble de l'île est convertie au christianisme catholique. 
En 1868, il rédige le premier lexique rapanui. 
C'est également en 1868 que Jean-Baptiste Dutrou-Bornier s'installe sur l'île. Il collabore d'abord avec les missionnaires qui projettent de développer l'élevage et l'agriculture dans l'espoir d'en faire un protectorat français. En septembre 1868, il établit un « Conseil de gouvernement », présidé par Dutrou-Bornier avec le missionnaire Gaspar Zumböhm pour secrétaire, et quatre membres indigènes. Une police (formée d'indigènes d'origine Rapanaise, les mutoi) est mise en place ainsi qu'un tribunal présidé par Hyppolite Roussel. D'autre part, la mission et les colons européens procèdent à d'importants achats de terre à bas prix. Mais Dutrou-Bornier réduit les indigènes à l'esclavage : les missionnaires tentent de s'y opposer et le planteur, avec sa milice, fait alors de sanguinaires razzias, brûle les villages et ne tarde pas à détruire les missions et à assassiner les fidèles indigènes. 
Dans l'une de ses lettres, le père Roussel fait part de l'hostilité de Jean-Baptiste Dutrou-Bornier : « bon nombre de jeunes gens de Mataveri sont venus avec des lances sous les murs de la missions. [...] C'est le plan de [Dutrou-]Bornier pour avoir toute l'île. Il favorise de tout son pouvoir la sortie de ceux qui font partie de la mission, et arrête les siens sous prétexte que la guerre n'est pas finie, et qu'il a besoin d'eux. [...] Nous demandons de nouveau à votre Grandeur, Mgr, de remédier à tant de persécutions ou nous retirer. Nous ne pouvons plus vivre ainsi ; la mission est impossible, parce qu'il n'y a plus de liberté ».
Les missionnaires eux-mêmes sont menacés. La situation devenant intenable, Mgr Étienne Jaussen ordonne en 1871 au Père Roussel d'évacuer l'île. Il reçoit l'autorisation de transporter à Mangareva tous les insulaires le désirant. Il quitte l'île avec plus de la moitié des convertis. Il s'agit du second exode le plus important de l'île après les raids esclavagistes péruviens, soit une diaspora d'environ 400 rapanui entre Mangareva et Tahiti.
En 1926, les Annales des Sacrés-Cœurs ont publié son récit Île de Pâques ou Rapa Nui (1869) dans lequel il étudie le passé mystérieux des Pascuans, établi sur la base des récits historiques et mythologiques des indigènes. Le Père Roussel est aussi à l'origine de la découverte des tablettes gravées que Mgr Jaussen tentera de déchiffrer.